# كأس تونغا
كأس تونغا (بالإنجليزية: Tonga Cup)‏  ، هي بطولة رسمية لكرة القدم في تونغا ، أسست سنة 1981م.

## مصدر
1. ↑  "Tonga - List of Cup Winners". RSSSF. مؤرشف من الأصل في 2016-07-07. اطلع عليه بتاريخ 2012-04-17.